# Marc Menchaca
Marc Menchaca (Stati Uniti, 10 ottobre 1975) è un attore statunitense.

## Carriera
Ha frequentato la Central High School in Texas, inizia a recitare nel 2004, ottentendo un ruolo nel film Alamo - Gli ultimi eroi. Nel 2018 ottiene un ruolo ricorrente nella serie televisiva Ozark. L'anno successivo recita tra i protagonisti nella miniserie televisiva The Oustider, ispirata al racconto di Stephen King.
Nel 2023 ha un ruolo nel film The Creator.

## Filmografia parziale

### Cinema
- Alamo - Gli ultimi eroi (The Alamo), regia di John Lee Hancock (2004)
- No Pain, No Gain, regia di Samuel Turcotte (2004)
- She's Lost Control, regia di Anja Marquardt (2014)
- Ace the Case - Piccola investigatrice a Manhattan (Ace the Case), regia di Kevin Kaufman (2016)
- L'ora del crepuscolo (The Evening Hour), regia di Braden King (2020)
- Alone, regia di John Hyams (2020)
- I vendicatori - The Retaliators (The Retaliators), regia di Samuel Gonzalez Jr. e Bridget Smith (2021)
- Nessuno ne uscirà vivo (No One Gets Out Alive), regia di Santiago Menghini (2021)
- The Creator, regia di Gareth Edwards (2023)

### Televisione
- Generation Kill - miniserie televisiva, 7 episodi (2008)
- FlashForward – serie TV, 3 episodi (2009-2010)
- Law & Order: Criminal Intent - serie TV, episodio 8x09 (2009)
- CSI: NY - serie TV, episodio 6x09 (2009)
- CSI - Scena del crimine (CSI) - serie TV, episodio 10x10 (2009)
- The Glades - serie TV, episodio 2x07 (2011)
- Homeland - Caccia alla spia (Homeland) - serie TV, 5 episodi (2011-2012)
- Person of Interest - serie TV, episodio 1x22 (2012)
- Law & Order - Unità vittime speciali (Law & Order: Special Victims Unit) - serie TV, episodio 15x04 (2013)
- The Blacklist - serie TV, episodi 2x09-2x10 (2015)
- Chicago P.D. - serie TV, episodio 2x22 (2015)
- Blue Bloods - serie TV, episodio 6x04 (2015)
- Elementary - serie TV, episodio 4x12 (2016)
- The Son - Il figlio - serie TV, episodio 1x04 (2017)
- Ozark - serie TV, 11 episodi (2017-2022) - Russ Langmore
- MacGyver - serie TV, episodio 2x21 (2018)
- The Sinner - serie TV, 4 episodi (2018)
- Black Mirror - serie TV, episodio 5x03 (2019)
- Hawaii Five-0 - serie TV, episodio 10x02 (2019)
- Dion - serie TV, episodi 1x04-1x05 (2019)
- Manifest - serie TV, 3 episodi (2019)
- The Outsider - miniserie TV, 9 puntate (2020)
- Law & Order: Organized Crime - serie TV, episodio 2x13 (2021)
- Jack Ryan - serie TV, episodi 3x01, 3x08 (2022)
- Infiltrati alla Casa Bianca - White House Plumbers (White House Plumbers), regia di David Mandel - miniserie TV, puntate 3-4 (2023)
- American Rust - Ruggine americana (American Rust) – serie TV, 7 episodi (2024)
- The Big Cigar – serie TV, 5 episodi (2024)
- Dexter: Resurrection – serie TV, episodi 1x01-1x02-1x03 (2025)

## Doppiatori italiani
Nelle versioni in italiano delle opere in cui ha recitato, Marc Menchaca è stato doppiato da:
- Alessandro Messina in FlashForward, Person of Interest, Elementary
- Simone D'Andrea in Manifest, Nessuno ne uscirà vivo, Dexter: Resurrection
- Stefano Thermes in The Outsider, The Creator
- Stefano Alessandroni in Jack Ryan, Infiltrati alla Casa Bianca - White House Plumbers
- Andrea Lavagnino in CSI: NY
- Mauro Gravina in CSI - Scena del crimine
- Roberto Gammino in The Glades
- Emiliano Coltorti in Homeland - Caccia alla spia
- Guido Di Naccio in Law & Order - Unità vittime speciali
- Christian Iansante in Chicago P.D.
- Carlo Scipioni in Blue Bloods
- Gianluca Crisafi in Ace the Case - Piccola investigatrice a Manhattan
- Roberto Draghetti in Ozark
- Simone Mori in Black Mirror
- Emanuele Ruzza in Hawaii Five-0
- Metello Mori in Dion
- Domenico Strati in L'ora del crepuscolo
- Carlo Petrucetti in The Big Cigar